# 2-イソブチル-3-メトキシピラジン
2-イソブチル-3-メトキシピラジン（英: 2-Isobutyl-3-methoxypyrazine）は、化学式C9H14N2Oで表されるピラジンの誘導体の一種である。IBMPとも略記される。天然にはグリーンペッパー、グリーンピース、コーヒー、ジャガイモ、ゼラニウム油から検出され、特にピーマンの香りを構成する上で重要な物質である。嗅覚閾値は0.002ppbと非常に強い匂いを持ち、これは本物質1グラムを50万トンの水で希釈しても匂いを感じることができるほどである。消防法に定める第4類危険物 第3石油類に該当する。

## 用途
野菜のフレーバーが主であるが、飲料類にも0.05ppmほど使用される。

## 合成
メチルピラジンをブロモエタンと反応させ2-イソブチルピラジンとしたのちに、塩化スルフリルで一旦塩素化し、ナトリウムとメタノールでメトキシ基に置換することで製造される。